# Laurent-Claude Abrivard
Laurent–Claude Abrivard est une personnalité du monde des courses hippiques, jockey, driver et entraîneur de trotteurs, né le 16 août 1968.

## Carrière
Laurent-Claude Abrivard est le fils de Léon Abrivard, entraineur de trotteurs, et deux de ses frères, Loïc et Yvonnick, sont également entraineurs.
Il fait son apprentissage chez Gérard Mottier et remporte sa première course à Vincennes le 29 août 1984 au trot monté. Professionnel, il est ensuite au service de Jean-Yves Raffegeau, dont il épousera la fille, puis pilote pour Ulf Nordin pour l'entrainement duquel il court ses premiers semi-classiques et remporte le Prix de Cornulier 1992.
Il gagne sa 1000e course en tant qu'entraineur le 24 avril 2010 à Enghien, et en tant que pilote (jockey ou driver) le 12 avril 2015 à Saumur. Il arrête sa carrière de jockey en 2011, ne courant plus alors qu'à l'attelé. Il est le père du jockey Alexandre Abrivard.

## Palmarès (comme entraîneur, driver ou jockey)

### Monté

#### Courses de groupe 1
- Prix de Cornulier – 3 – Voici du Niel (1992), Bilibili (2019, 2020)
- Prix de Normandie – 3 – Destin de Busset (1996), Étoile des Blaves (1997), Durzie (2018)
- Prix de l'Île–de–France – 3 – Bilibili (2017, 2020), Hanna des Molles (2023)
- Prix des Élites – 2 – Golf du Pommeau (1999), Jirella (2002)
- Prix des Centaures – 3 – Gringo de Villière (2000), Quokine Berry (2008), Hanna des Molles (2023)
- Prix de Vincennes – 2 – Ighanian (1999), Dragon du Fresne (2016)
- Prix du Président de la République – 2 – Bilibili (2019), Chancelière Citrus (2016)
- Prix d'Essai – 2 – Dragon du Fresne (2016), Ibra du Loisir (2021)

#### Courses de groupe 2
- Prix Hervé-Céran-Maillard – 6 – Fan Quick (1998), Honneur de France (2000), Ideas du Goutier (2001), Jirella (2002), Paola de Lou (2008), Unikaranes (2013)
- Prix Léon-Tacquet – 5 – Fan Quick (1998), Honneur de France (2000), Ugénie du Citrus (2013), Bilibili (2016), Dragon du Fresne (2018)
- Prix du Calvados – 5 – Anita de la Vallée (1996), Fan Quick (1999), Bilibili (2018, 2019, 2020)
- Prix Paul-Bastard – 4 – Fan Quick (1998), Honneur de France (2000), Paola de Lou (2008), Unikaranes (2013)
- Prix Céneri-Forcinal – 4 – First de Retz (1997), Golf du Pommeau (1998), Paola de Lou (2007), Quokine Berry (2008)
- Prix Louis-Forcinal – 4 – Gringo de Villière (1999), Honneur de France (2000), Jirella (2003), Daïda de Vandel (2019)
- Prix Olry-Roederer – 3 – First de Retz (1997), Honneur de France (1999), Paola de Lou (2007)
- Prix Xavier-de-Saint-Palais – 3 – Fan Quick (1998), Honneur de France (2000), Paola de Lou (2008)
- Prix Victor-Cavey – 3 – Fan Quick (1998), Paola de Lou (2008), Durzie (2018)
- Prix Lavater – 2 – Voici du Niel (1991), Gringo de Villière (1998)
- Prix Émile-Riotteau – 2 – Fan Quick (1998), Bilibili (2015)
- Prix Louis-Tillaye – 2 – Quokine Berry (2007), Bilibili (2014)
- Prix Camille-de-Wazières – 2 – Voici du Niel (1992), Courlis du Pont (1994)
- Prix Jules-Lemonnier – 2 – Extra de la Loge (1999), Paola de Lou (2009)
- Prix Camille-Blaisot – 2 – Fan Quick (1998), Paola de Lou (2008)
- Prix Henri-Ballière – 2 – Challenger de Mye (1994), Dandy Chouan (1995)
- Prix Hémine – 2 – Paolo Berry (2006), Quokine Berry (2007)
- Prix Raoul-Ballière – 2 – Ninon de Bailly (2004), Dragon du Fresne (2016)
- Prix Louis-Le-Bourg – 2 – Incisif Gédé (2000), Durzie (2017)
- Prix Edmond-Henry – 1 – Une Caudresienne (1991)
- Prix Legoux–Longpré – 1 – Fan Quick (1998)
- Prix de Londres – 1 – Extra de la Loge (1998)
- Prix Jean-Gauvreau – 1 – Gringo de Villière (1999)
- Prix Philippe-du-Rozier – 1 – Honneur de France (1999)
- Prix Théophile-Lallouet – 1 – Honneur de France (2000)
- Prix René-Palyart – 1 – Jackpot du Relais (2001)
- Prix Ali-Hawas – 1 – Quokine Berry (2007)
- Prix Holly-du-Locton – 1 – Quokine Berry (2007)
- Prix de Pardieu – 1 – Durzie (2017)

### Attelé
France

#### Courses de groupe 1
- Prix Albert Viel – 1 – Oardo (2005)
- Championnat européen des 5 ans – 1 – Féérie Wood (2020)
- Critérium des 3 ans – 1 – Hanna des Molles (2020)

#### Courses de groupe 2
- Prix Maurice-de-Gheest – 2 – Gildas Meslois (1997), Niky (2004)
- Prix de Buenos-Aires – 1 – Occitane (2008)
- Prix Louis-Jariel – 1 – Real de Lou (2010)
- Prix Abel-Bassigny – 1 – Meaulnes du Corta (2003)
- Prix Jean-Le-Gonidec – 1 – Darling de Reux (2018)
- Prix Robert-Auvray – 1 – Excellent (2019)
- Prix Doynel-de-Saint-Quentin – 1 – Excellent (2019)
- Prix Ténor-de-Baune – 1 – Excellent (2019)
- Prix Guy-Deloison – 1 – Hanna des Molles (2020)
- Prix Guy-Le-Gonidec – 1 – Hanna des Molles (2021)

 Italie

#### Courses de groupe 1
- Grand Prix Continental – 1 – Carlomagno d’Esi (2022)